# Bergamasco
För andra betydelser, se Bergamasco (olika betydelser).
Bergamasco är en hundras från Italien. Den är en vallande herdehund med ursprung i de italienska Alperna. Den har fått sitt namn efter staden Bergamo i Lombardiet, varifrån många av herdarna kom.

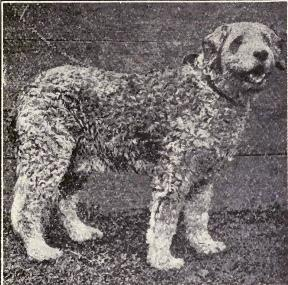
En "Italian Sheepdog" från W.E. Masons Dogs of all Nations 1915.

## Historia
Bergamascon tros ha samma ursprung i centralasiatiska vallhundar som bl.a. de ungerska vall- och herdehundarna, till exempel puli. Den följde de kringvandrande herdarna, bergaminos, i transhumansbruk mellan Bergamo och Alperna. När boskapsskötseln moderniserades användes färre och färre hundar och efter andra världskriget fanns endast ett fåtal kvar. Då vidtog en inventering och 1950 skrevs rasstandarden.

## Egenskaper
Bergamasco är en utmärkt vakthund, trevlig sällskapshund och används också som terapihund.

## Utseende
Bergmasco är en medelstor, kraftfullt byggd hund. Den har en karakteristisk päls som består av en kort, tjock, oljig underull, lång, grov päls, ungefär som gethår, på framdelen av kroppen samt på svansen och lång ullig päls på resten av kroppen. Det är den långa pälsen som med tiden tovar sig naturligt till breda, platta band och ger rasen dess typiska utseende. Valpar har mjuk och ullig päls som börjar tova sig vid ungefär ettårsåldern. När hunden är cirka fem år är pälsen fullt utvecklad. Pälsen skyddar mot väder och vind och har kanske också utgjort ett visst skydd mot vargar och andra rovdjur som hotade de får som hunden vaktade.
Pälsen är sällan helt enfärgad. Den genetiska färgen kan bara bestämmas då valparna är nyfödda. Godkända färger är då svart eventuellt med någon mycket liten vit fläck eller grå med svarta fläckar. Isabella (mycket ljus rödbeige), fawn (rådjursbrun) eller vitt hos nyfödda är inte godkända utan kan bero på arv från långt tidigare parningar med till exempel briard som tros ha förekommit. De genetiskt svarta eller grå valparna kan dock i vuxen ålder få schatteringar i fawn eller isabell.
De som föds grå bär på en merlegen och får inte användas för avel med varandra. Bergamasco räknas som en ovanligt frisk ras.